# De Perelaar
(De) Perelaar was een Nederlandse muziekgroep gespecialiseerd in folk/volksmuziek.
De band, eerder bekend onder Perelaer, bestond van 1974 tot in de jaren tachtig van de 20e eeuw. Leden Hans Troost, Erno Kopershoek en Peter Moree speelden in eerste instantie Britse, Noorse en Nederlands volksmuziek. De band werd in de loop der jaren aangevuld met andere leden. 
In 1976 kwam Marita Kruijswijk Perelaar versterken; de muziek ging daarbij steeds meer de richting op naar puur Nederlandse volksmuziek. Twee seizoenen heeft Perelaar 240 schoolconcerten verzorgd in Den Haag.
In het najaar van 1979 vertrokken Marita en Marian en versterkte Thys de Melker (gitaar, basgitaar) de groep voor een tournee in Duitsland. Deze bezetting is in het voorjaar van 1980 opgeheven.
In 1985 bestond de groep uit Jos Koning op viool en fluit, Erno Korpershoek op accordeon en mondharmonica, Marita Kruijswijk op fluiten en schalmei en Gert de Vries op gitaar en viool, terwijl het laatste album werd gemaakt door Marian Nesse op accordeon, Marita Kruijswijk op fluiten en schalmei, Ankie v/d Meer op gitaar en schalmei, en Nanne Kalma op citer, banjo, gitaar, viool, trombone, en mondharmonica. Moree en Korpershoek gingen verder in Pekel en Kruijswijk, van origine etnomusicologe dook op in tal van ensembles met namen als Kat yn ’t Seil (Friese volksmuziek), Kajto (liedjes in Esperanto), Kapriol en samen met Marian Nesse in Marianta, dat tot 2021 bestond.

## Discografie
- 1977: Perelaar ( Pan )
- 1979: Dat wie het wil horen, ziet ( Munich )
- 1979: Perelaar ( Opus3 )
- 1981: De ridder in het riet
- 1982: Zijsprong; uitgebracht door Hakketoon en opgenomen in de MC Studio, Nederhorst den Berg
- 1988: ’t Malle Schip